# Brillia bifida
Brillia bifida är en tvåvingeart som först beskrevs av Jean-Jacques Kieffer 1909.  Brillia bifida ingår i släktet Brillia, och familjen fjädermyggor. Arten är reproducerande i Sverige.